# Jun Maeda (Künstler)
Jun Maeda (jap. 麻枝 准 (Künstlername), 前田 純 (bürgerlich), Maeda Jun; * 3. Januar 1975 in der Präfektur Mie, Japan) ist ein japanischer Autor, Mangaka, Komponist und Liedtexter. Bekannt wurde er hauptsächlich für seine Mitarbeit an den Ren’ai-Adventures Kanon, Air und Clannad.

## Karriere

### Frühes Leben
Jun Maeda begann bereits im Grundschulalter mit dem Verfassen erster kleinerer Werke und schrieb sein erstes Amateur-Spielbuch. Ursprünglich wurde er dazu von den ersten beiden Ausgaben The Castle of Darkness und The Den of Dragons der Grailquest Spielbuchreihe inspiriert, die James Herbert Brennan schuf. In der Mittelschule arbeitete er für die Schülerzeitung und veröffentlichte in dieser einige seiner Kurzgeschichten. Auf der Kaisei-Oberschule begann er damit Liedtexte zu verfassen und Musik zu komponieren. Zu dieser Zeit wandte er sich auch verstärkt den Fantasy-Genre zu. Als er noch die Chūkyō-Universität besuchte, gelang es ihm, einige seiner Kurzgeschichten in dem von Kadokawa Shoten veröffentlichten Seinen-Light-Novel-Magazin The Sneaker zu publizieren. Während seiner Arbeiten an seiner Abschlussarbeit entwickelte er stärkeres Verhältnis zu Techno-Musik und schloss sein Studium der Psychologie ab.

### Orientierung
Noch während des Besuches der Universität dachte Jun Maeda über eine Arbeit als Komponist für Videospielmusik nach, mit den Plänen für einen der großen Spieleentwickler wie Nihon Falcom, Namco oder Capcom zu arbeiten. Dies blieb ihm allerdings verwehrt. Letztlich wurde er von dem Spieleentwickler TGL zu einem Vorstellungsgespräch eingeladen, wurde aber wegen unvollständiger Unterlagen abgelehnt. Als er schließlich einsah, dass er als Musiker keine Chance haben werde, beschloss er sich als Schreiber für Szenarios zu bewerben. Mitte der 1990er Jahre waren viele der Schreiber für Computerspiele noch sehr unerfahren und so beschloss Jun Maeda sich für Erwachsenenspiele einzusetzen. In der Zeit von einem Monat schrieb er eine 300 Seiten umfassende erotische Geschichte, um diese an einen Spieleentwickler zu verkaufen. So probierte er es zunächst bei AliceSoft, landete schließlich aber bei dem Unternehmen Scoop. Dort schrieb der das Szenario des im Jahr 1997 entstehenden Spiels Chaos Queen Ryōko. Jedoch war er mit den dortigen Arbeitsbedingungen nicht einverstanden und verließ das Unternehmen nach der Fertigstellung dieses Spieles.

### Tactics
Nach dem Verlassen Scoops begann er für den neu unter Nexton gegründeten Entwickler Tactics zu arbeiten. Dort schrieb Jun Maeda die Handlung und komponierte die Musik von Tactics zweitem Spiel Moon. 1998 arbeitete er an dem Titel One – Kagayaku Kisetsu e und bemerkte die positive Rezeption dieser beiden Werke. Als Reaktion darauf verließ er zusammen mit einigen Mitarbeitern dieser beiden Spiele seinen bisherigen Arbeitgeber und gründete zusammen mit Itaru Hinoue, Shinji Orito, Naoki Hisaya und OdiakeS den Spieleentwickler Key unter Visual Art’s.

### Key
Kanon war das erste von Key produzierte Ren’ai-Adventure, welches im Jahr 1999 veröffentlicht wurde. Jun Maeda schrieb zusammen mit Naoki Hisaya die Handlung und komponierte zusammen mit Shinji Orito und OdiakeS die Musik von Kanon. Naoki schrieb jedoch den Großteil der Szenario, aber verließ Key nach der Fertigstellung dessen. Im Folgetitel Air übernahm er den Großteil des Handlungsentwurfs und arbeitete erneut als Liedtexter und Komponist der Spielmusik. Vier Jahre nach der letzten Veröffentlichung eines Spiels durch Key folgte im Jahr 2004 mit Clannad das bisher längste und umfangreichste Spiel, bei dem Jun Maeda den Großteil der Texte und der Handlung schrieb.
Mit Hibiki no Mahō schrieb er im Jahr 2004 seinen ersten Manga, der auf einer Kurzgeschichte zu seiner Zeit als Student aufbaute. Es folgten weitere Arbeiten an dem Spiel Tomoyo After – It’s a Wonderful Life (2005) und Little Busters! (2007) wo er ebenfalls an Handlung und der Musik beteiligt war. Im Februar 2007 gab er in einer Ausgabe von Comptiq bekannt, dass er nicht mehr für Key als Autor arbeiteten werde. Dennoch gab er im Dezember 2007 innerhalb des Dengeki G's Magazine zu, dass er möglicherweise an der Musik des nächsten Spiels Rewrite mitarbeiten werde. Im selben Jahr komponierte er auch die Musik des Abspanns von Himawari no Chapel de Kimi to für den Entwickler Marron und wirkte auch bei der Musik des Spiels 5 von RAM mit, das im Juli 2008 veröffentlicht wurde. Wie sich im Vorfeld bereits andeutete, verließ Jun Maeda das Studio nicht vollständig und arbeitet seit 2008 als Komponist und Qualitätsprüfer an Rewrite, dem siebenten Spiel von Key. 2010 entwarf er die Idee zu der Anime-Fernsehserie Angel Beats!, schrieb deren Handlung und war ebenfalls an der Erstellung der Musik beteiligt. Auf dem gleichen Szenario und Handlung aufbauend gab er ebenfalls die Richtung der Adaptionen der Serie vor, die in Form von Mangas und Light-Novel-Ausgaben veröffentlicht wurden.

## Schreibstil und Themen
In vielen der Szenarien die Jun Maeda erdachte und als Ren’ai Adventure umsetzte steht immer wieder die Thematik einer Familie bzw. die Verbindungen von Menschen im Mittelpunkt. Besonders in Clannad wird intensiv von innerfamiliären Beziehungen Gebrauch gemacht. So stellte er beispielsweise die zerrüttete Beziehung von Tomoya Okazaki und seinem Vater, als auch mit der Familie von Nagisa Furakawa eine sogenannte „perfekte Familie“ dar. Aber auch bereits frühere Werke thematisierten die Beziehung zwischen Familienmitgliedern. So geriet in Moon. die Protagonistin mit ihrer Mutter in Konflikt. Andererseits ging Maeda in den Abhandlungen nur selten (Clannad stellt eine Ausnahme dar) über die Auslöser und Hintergründe der Situationen im Detail ein. Er griff auch immer wieder ein realistisches Konzept von Magie auf, um die Geschichten spannender und interessanter gestalten zu können. So flossen in Kanon immer wieder Elemente aus japanischen Sagen ein. Dabei verschwimmen die Grenzen zwischen der magischen und der realen Welt. Parallel zur eigentlichen Handlung wird wie in Clannad noch eine weitere rein magische Welt vorgestellt, welche die Handlung nicht beeinflusst, aber von ihr abhängt. Dieses Konzept der parallelen Welten, zwischen Realismus und Magie aus One – Kagayaku Kisetsu e ist mit dem Roman Hard-Boiled Wonderland und das Ende der Welt von Haruki Murakami verglichen worden. Zugleich werden solche parallelen Welten, als auch die tragische Situation des Protagonisten in einem Ren’ai Adventure als typisch für das Genre angesehen.
Nach der Fertigstellung von Moon. und seiner melancholischen Handlungssträngen entschloss sich Jun Maeda diesen Typus weiter zu verfolgen, der als Nakigē (dt. etwa: „tränenreiches Spiel“) bekannt wurde. In den Spielen One – Kagayaku Kisetsu e und Kanon setzte er dieses Element ein, um den Spieler „zu Tränen zu rühren“. So baute er bewusst depressive Elemente in die Handlungsstränge der Charaktere Makoto Sawatari und Mai Kawasumi in Kanon ein.

## Musikalische Arbeit
Während seiner Zeit bei Tactics komponierte er nur ein Musikstück für Moon. Erst bei Key war er an der Musikproduktion aller Spiele, mit der Ausnahme von Planetarian – Chiisana Hoshi no Yume, beteiligt. Für die Spiele die unter seiner Beteiligung bei Key entstanden schrieb er die Liedtexte und komponierte die Titel und Hintergrundmusik zusammen mit Shinji Orito und OdiakeS.
Alben und Singles die unter seiner Beteiligung bei Key entstanden wurden unter dem Independent-Label Key Sounds Label vermarktet. Unter dem Label erschienen drei Singles und ein Album, die allein durch seine Arbeit als Komponist und Liedtexter entstanden. Dies waren Natsukage / Nostalgia, Birthday Song, Requiem, Spica/Hanabi/Moon und Love Song. Die Titel der drei erstgenannten Veröffentlichungen wurden von der Sängerin Lia gesungen, während letztere durch Riya interpretiert wurde.
Auch außerhalb von Key arbeitete er mit Lia zusammen und schrieb die Musiktitel Doll und Human, die von Lia und Aoi Tada im Duett gesungen wurden. Doll wurde im Abspann von Gunslinger Girl -Il Teatrino- verwendet. Für das von RAM entwickelte Spiel 5 schrieb er über 20 Titel für die Hintergrundmusik und die Titel für den Vor- und Abspann.